# Agnat
Agnat är en kommun i departementet Haute-Loire i regionen Auvergne-Rhône-Alpes i centrala Frankrike. Kommunen ligger i kantonen Auzon som tillhör arrondissementet Brioude. År 2022 hade Agnat 171 invånare.

## Befolkningsutveckling
Antalet invånare i kommunen Agnat
| Referens: INSEE |